# Tongnanlong
Tongnanlong (drac del Districte de Tongnan) és un gènere extint de dinosaures sauròpodes mamenchisàurids que van viure durant el Juràssic tardà en el que actualment és la Xina, concretament, la formació Suining. L'holotip va ser descobert el 1998, i va ser descrit com a nou gènere l'any 2025. Només consta d'una espècie, Tongnanlong zhimingi. El nom específic ve de Dong Zhiming, un paleontòleg xinès. Es creu que mesurava 25–26 m.